# Sociedad de Arcueil

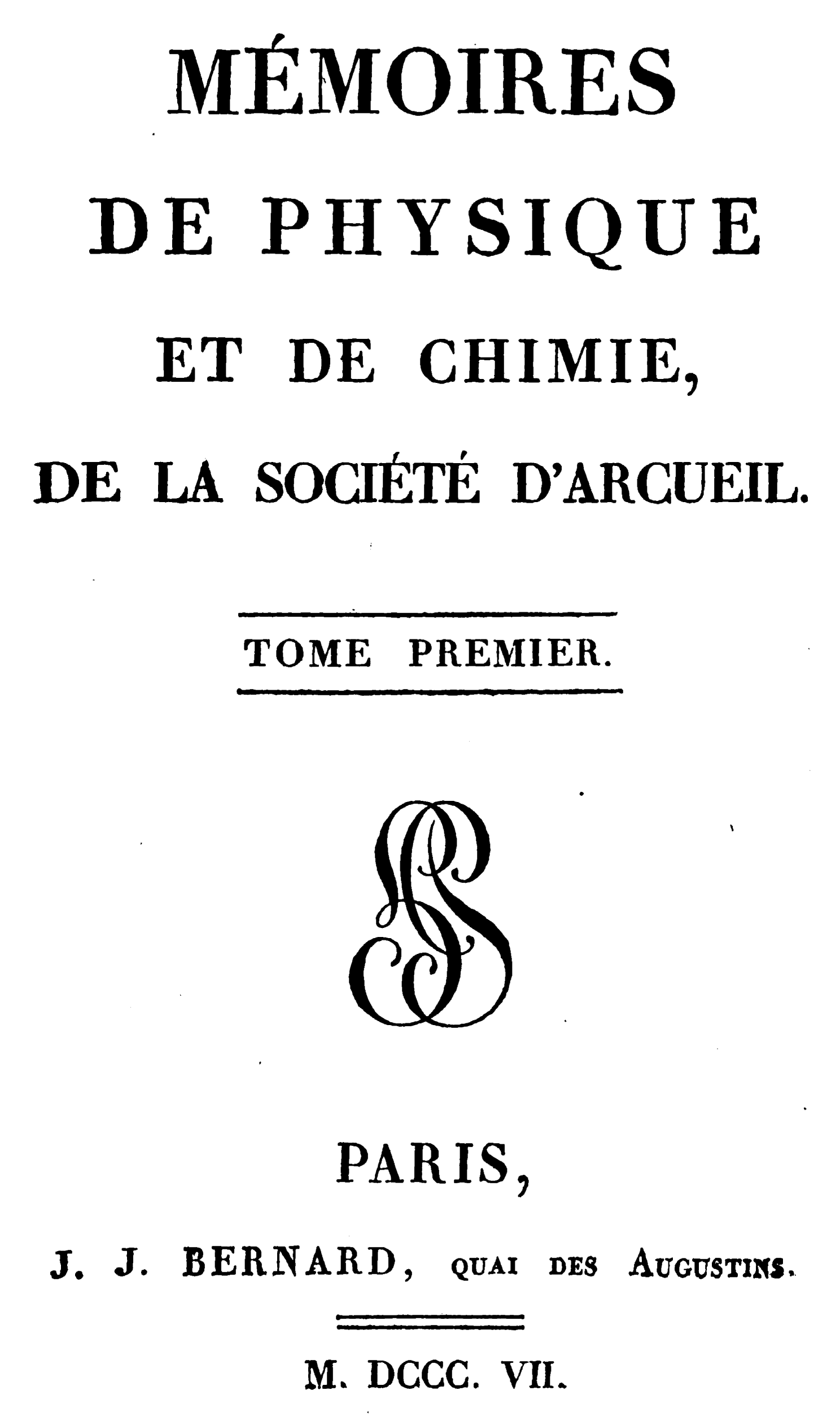
Portada del volumen 1 de 1807

La Sociedad de Arcueil era un círculo de científicos franceses que se reunieron regularmente los fines de semana de verano entre 1806 y 1822 en las casas de campo de Claude Louis Berthollet y de Pierre Simon Laplace en Arcueil, entonces un pueblo a unos cinco kilómetros al sur de París.

## Miembros
En 1807, cuando fue publicada la primera colección de "Mémoires de Physique et de Chimie de la Société d'Arcueil", se leyó una lista de los miembros que habían hecho contribuciones:
- Claude Louis Berthollet (1748-1822)
- Pierre Simon Laplace (1749-1827)
- Friedrich Heinrich Alexander von Humboldt (1769-1859)
- Louis Jacques Thenard (1777-1857)
- Joseph Louis Gay-Lussac (1778-1850)
- Jean Baptiste Biot (1774-1862)
- Augustin Pyramus de Candolle (1778-1841)
- Hyppolyte Victor Collet-Descotils (1773-1815)
- Amedée Barthélemy Berthollet (1780-1810)

En el curso de los años siguientes se añadieron:
- Étienne-Louis Malus (1775-1812)
- Dominique François Jean Arago (1786-1853)
- Jacques Etienne Bérard (1789-1869)
- Jean Antoine Chaptal (1756-1832)
- Pierre Louis Dulong (1785-1835)
- Siméon Denis Poisson (1781-1840)

## Inspiración

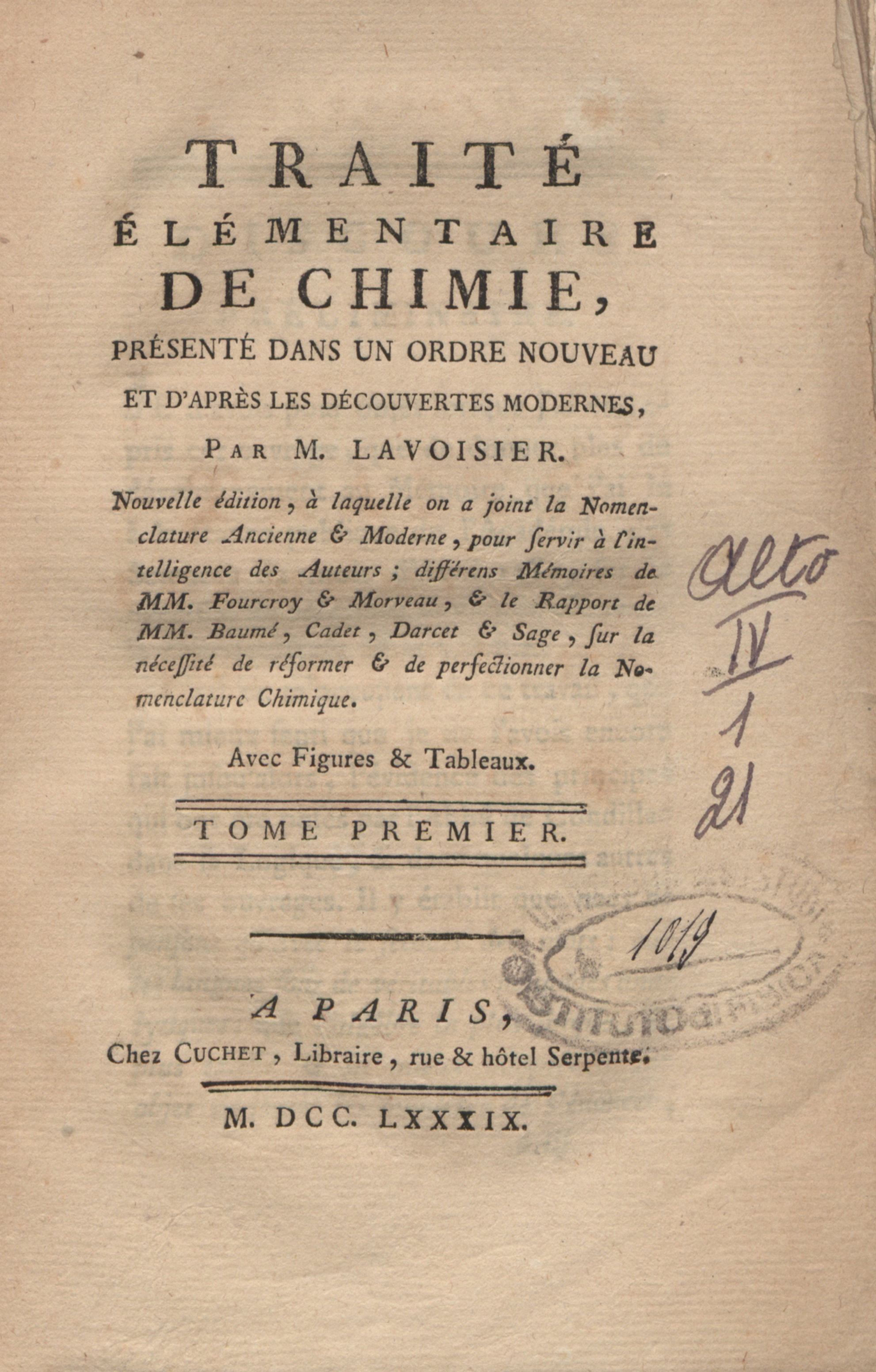
Traité élémentaire de chimie

Antoine Lavoisier había iniciado la práctica de comentar informalmente sus trabajos con sus amigos científicos (incluyendo a sus jóvenes ayudantes) en su laboratorio del Arsenal de París.
"Si en cualquier tiempo  he adoptado, sin agradecimiento los experimentos de M.Berthollet, M.Fourcroy, M.de la Place, M.Monge (...) es a causa de (...) el hábito de comunicarnos nuestras ideas, nuestras observaciones y nuestra manera de pensar de unos a otros (estableciendo) entre nosotros una especie de comunidad de opiniones en la que a menudo es difícil para cada cual identificar su propia labor."
(Lavoisier en: "Traité Élémentaire de Chimie", 1789)
Laplace, y Berthollet con su laboratorio abierto, continuaron con este espíritu de camaradería en Arcueil. Eran los maestros moderadores de un debate científico de una nueva magnitud; en el que se combinaba el marco del modelo físico-matemático (Laplace) con la investigación experimental (Berthollet).

## Raíces
Las raíces del progreso activo de la Sociedad de Arcueil están relacionadas con la especial atención de Napoleón Bonaparte a las ciencias en general y —desde que fue oficial de artillería— a las matemáticas en particular.
Laplace había sido examinador final de Bonaparte en la Ecole Militaire (septiembre de 1785) donde Gaspard Monge, su profesor, le había animado a acabar dos cursos de matemáticas en un solo año.
Napoleón se había familiarizado con Berthollet durante su campaña en Italia, cuando Berthollet y Monge eran parte de la comisión enviada por el Directorio francés para seleccionar y despachar a París desde Italia tesoros de arte, manuscritos y documentos científicos.
Laplace, Berthollet y Monge fueron fundamentales en la elección de Napoleón para la Primera Clase del Institut de Francia —la clase encargada de dirigir las ciencias exactas— cuando el cargo de Lazare Carnot quedó vacante en 1797.
Napoleón a su vez les invitó a seguirle a Egipto (1798-1799) y dio instrucciones a Berthollet para dirigir la selección de los científicos elegidos para componer el "Institut d'Egypte".
La manera en que Berthollet dirigió eficazmente la instalación práctica del Instituto en el Palacio Qassim Bey del Cairo cimentó su amistad con Bonaparte, que se manifestaría en su patrocinio de la Sociedad de Arcueil. Cuando Berthollet, en 1807, concluyó que la  instalación de la sociedad en Arcueil le estaba costando más de lo que podía pagar, Napoleón, alertado por Laplace y Monge, inmediatamente le hizo llegar 150 000 francos para cubrir gastos.
La informalidad del "Institut d'Egypte" encontró su continuación en Arcueil, donde Berthollet, desde su estudio decorado con motivos egipcios, quedó a cargo de la publicación de la "Description de l'Egypte (1809)" (ref: Crosland, 1967)

## Ciencia en el mandato de Bonaparte
La aplicación cuantitativa de la nueva ciencia de la química tuvo importancia especial para la economía estatal.
La explotación del azúcar de remolacha, por ejemplo, fue desarrollada con el boicot del comercio inglés en mente. Desde la publicación del escrito de Franz Achard  acerca del azúcar de remolacha en Annales de chimie et de physique (Bruxelles: Van Mons, 1799) y la primera presentación de una muestra a Napoleón durante una sesión de la Primera Clase del Instituto (25 de junio de 1800); hasta que tuvo lugar el cultivo de la primera producción viable por Jules Paul Benjamin Delessert en 1812, el tema fue una de las prioridades científicas en Francia.(Ver también: Joseph Proust acerca del azúcar de uva).
La fabricación industrial del tinte de índigo impulsó el cultivo nacional de esta planta (distinta del isatis) en Toulouse, herencia directa de las actividades del "Institut d'Egypte".
Los instrumentos matemáticos eran otro de los asuntos favoritos de Napoleón, quien a menudo otorgó las medallas concedidas en las ferias industriales promovidas por Chaptal. Miembros de la Sociedad de Arcueil eran frecuentemente invitados como jueces en estos concursos.
En 1806, en la tercera exposición de la serie, acudieron 1400 participantes; muy por encima de los 220 presentados en 1801. Llamó especialmente la atención el proceso de impresión textil ideado por Christophe Oberkampf y su sobrino Samuel Widmer con la introducción del rodillo en vez del bloque de impresión. Este particular proceso industrial integraba el blanqueo por cloro inventado por Berthollet, así como la aplicación de nuevos métodos de tintura (con la invención por parte de Samuel Widmers de un tinte verde sólido). En 1806 la fábrica Oberkampf imprimía tejidos a una velocidad de 7,5 metros por minuto; una alternativa viable a importación inglesa.
Laplace y Monge también fueron comisionados para supervisar los experimentos de Robert Fulton con el Nautilus (1800), subvencionados en Francia.
La visita de Volta a París en 1801 atrajo la atención sobre sus importantes avances con la pila voltáica, en los que se implicó el círculo de Arcueil, que bajo los auspicios de Bonaparte premió a Paul Erman, Humphry Davy, Gay-Lussac y Louis Jacques Thénard en el proceso.
El trabajo científico en general era primordial en la educación de la Ecole Polytechnique, el centro en el que se formaron muchos de los científicos de Arcueil.
La mejora de la calidad del hierro y del acero, con Collet-Descotils —el precursor del descubrimiento de iridio— en el cargo de ingeniero jefe de la "Escuela de Minas", y sobre todo el desarrollo de la pólvora eran asuntos de la máxima importancia militar.
La pericia francesa en explosivos fue reconocida por los Aliados cuando enviaron a Jöns Jacob Berzelius a París para actualizar sus conocimientos generales en esta materia. En 1819 pasó dos meses enteros como huésped de Berthollet experimentando en su laboratorio de Arcueil, pero sobre todo sondeando a Pierre Dulong, cuya memoria sobre una nueva sustancia detonante (tricloruro de nitrógeno) había aparecido en 1817 en el volumen de "Mémoires de Physique et de Chimie de la Société d'Arcueil" (André-Marie Ampère ya había informado a Humphry Davy anteriormente (1811-1813) de la invención de Dulong).

## "Memoires..."
Se llegaron a publicar tres volúmenes de "Mémoires de Physique et de Chimie de la Société d'Arcueil": 1807, 1809 y 1817 (la última fecha atestigua las dificultades políticas tras la caída de Napoleón I de Francia).
En las "Mémoires..." se publicaron algunas ideas nuevas importantes: Malus acerca de la polarización de la luz (1809, 1817); Gay-Lussac en la expansión libre de los gases (1807); Humboldt y Gay-Lussac en magnetismo terrestre (1807); la ley de Gay-Lussac de la combinación de volúmenes de gases (1809); la observación de Thenard y Biot comparando el aragonito y la calcita (una de las pruebas más tempranas de dimorfismo)(1809); Gay-Lussac y Thénard con el descubrimiento de las amidas metálicas (1809); y Candolle con el heliotropismo (1817).
Igualmente importante fue el papel de la sociedad tramando un discurso global, sirviendo como hilo conductor que mantuvo vivo el brillante contacto de referencias cruzadas entre amigos.

## Visitantes extranjeros
A menudo hubo intentos de correspondencia entre los franceses y los científicos ingleses sobreponiéndose al estado de guerra entre sus países.
Los corresponsales ingleses de Arcueil regresaron a París en cuanto les fue posible. Entre ellos estaban John Leslie (1814) y Charles Blagden (1814, 1816, 1817) quién murió de apoplejía en (1820) durante una visita a Berthollet en Arcueil. Mary Somerville, quien escribió una versión popular de la "Mécanique Céleste" de Laplace, cenó en Arcueil con sus "héroes científicos" en 1817.
Jöns Jacob Berzelius ya había sido invitado por Berthollet a su estudio de Arcueil en 1810, pero no fue hasta 1818 que el gobierno sueco juzgó apropiado que viajase a Francia. En Arcueil Berzelius trabó una estrecha amistad con Dulong.
En 1820 Dulong escribió a Berzelius:
"A pesar de las objeciones de M.Laplace y de algunos otros,  estoy convencido que esta teoría (la teoría atómica) es el concepto más importante  del siglo y en los próximos veinte años aportará una extensión incalculable en todas las ramas de las ciencias físicas"
Era el testimonio de un estado de ánimo cambiante, y cuándo John Dalton, quién tuvo diferencias fuertes de opinión con la Sociedad, visitó Arcueil en 1822,  recibió una calurosa bienvenida. Fue el último acontecimiento social importante de la Sociedad de Arcueil.
Berthollet falleció el 6 de noviembre de 1822, y con él desapareció la fuerza que había inspirado la cohesión del círculo de Arcueil.

## Legado
Aun así, la Sociedad de Arcueil iluminó el trabajo de generaciones de importantes científicos posteriores como Liebig, Pasteur, Fresnel, Niepce, Daguerre, Léon Foucault ... al igual que las actividades de muchos otros en el campo de la educación científica.